# Calyptronoma
Calyptronoma ist eine Pflanzengattung innerhalb der Familie der Palmengewächse (Arecaceae). Die etwa drei Arten kommen nur auf den Inseln der Großen Antillen vor. 

## Beschreibung

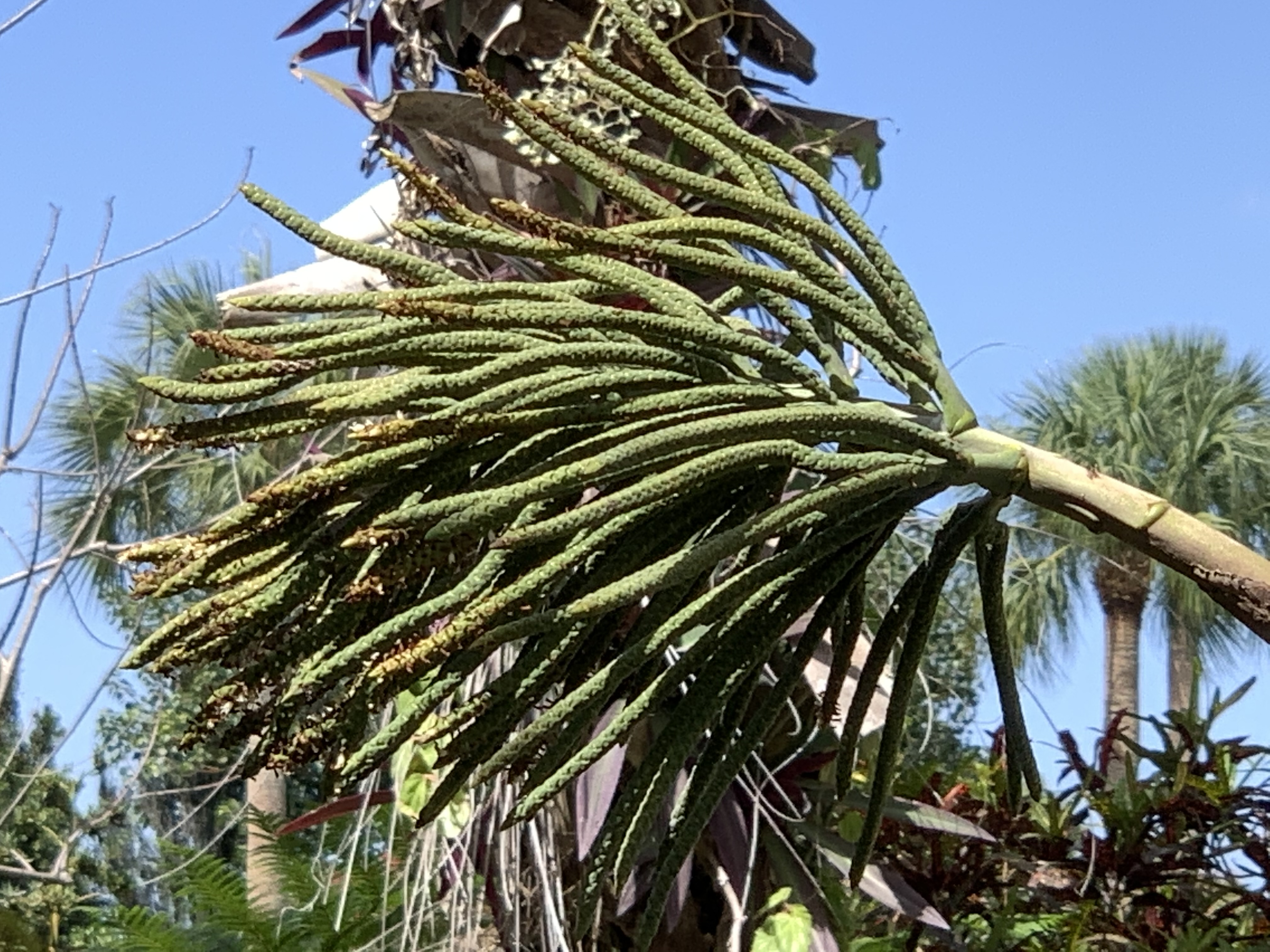
Blütenstand von Calyptronoma rivalis

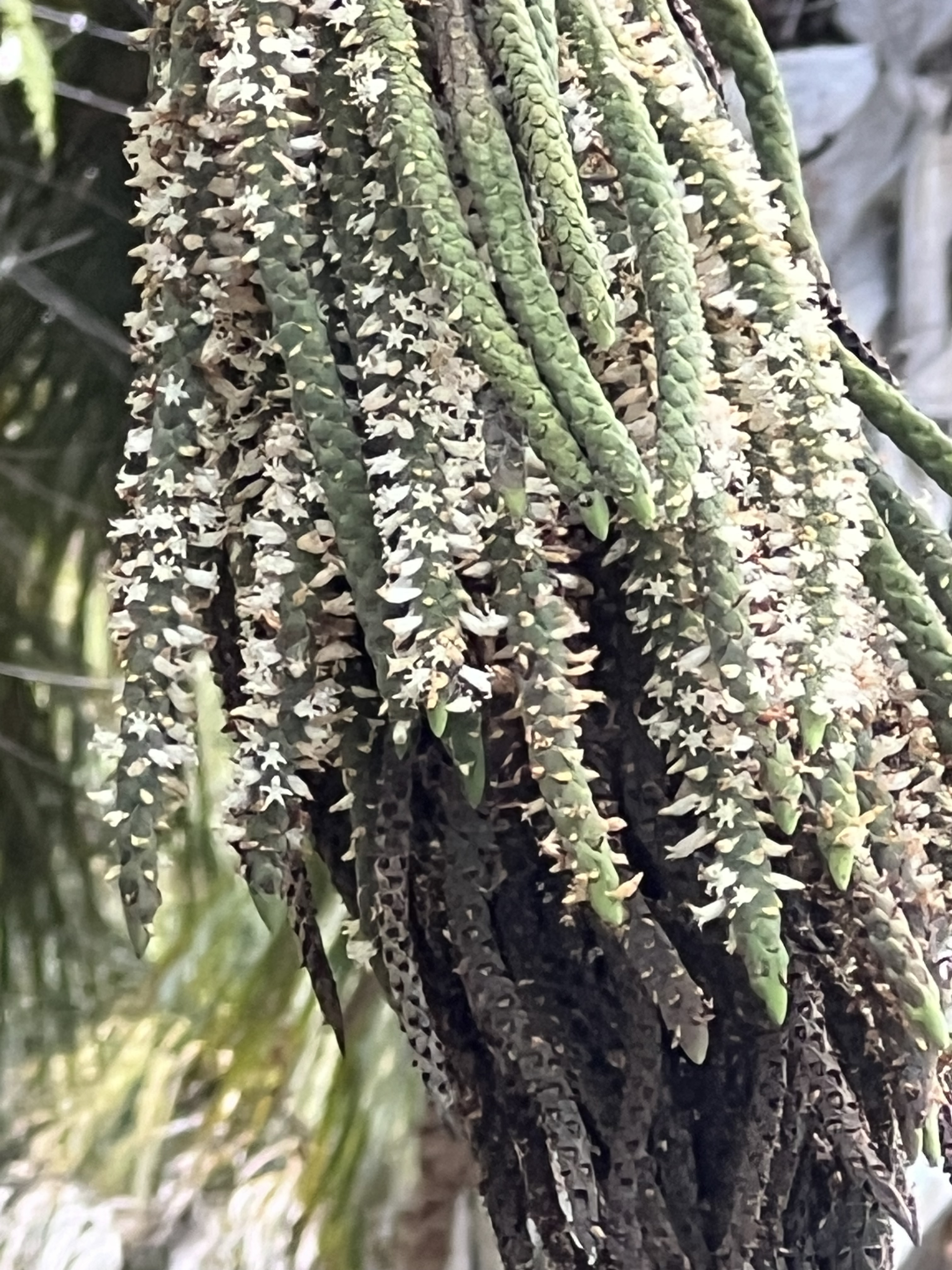
Blütenstand von Calyptronoma rivalis

### Erscheinungsbild
Calyptronoma-Arten sind große, unbewehrte Palmen, während die meisten anderen Arten der Tribus Geonomateae Pflanzen des Unterwuchses der Wälder sind. Sie bilden einen einzigen Stamm, der einen Durchmesser von 15 bis 30 Zentimetern erreicht. Der grau-braune Stamm trägt auffallende Blattnarben und senkrechte Risse.

### Blätter
Die Blätter stehen in schraubiger Anordnung und sind gefiedert. Sie stehen senkrecht bis annähernd waagrecht. Die Blattbasen sind nicht beständig. Ein Kronschaft wird nicht ausgebildet. Die Blattbasen sind am Rand faserig, der Blattstiel ist kurz (unter 50 Zentimeter lang). Die Blattspreite ist gleichmäßig in ähnlich große Blattsegmente zerteilt. Die Segmente sind linealisch bis lanzettlich mit einer einzelnen Hauptader und mehreren Nebenadern. Die größeren Adern tragen an der Blattunterseite Schuppen. Die Enden der Segmente sind ungegliedert und spitz. Die Segmente sind reduplicat gefaltet. 
In allen Arten gibt es Populationen, deren Blätter, Hochblätter oder Kelchblätter rot-braun bis purpur-rot sind. 

### Blütenstände
Calyptronoma-Arten sind einhäusig getrenntgeschlechtig (monözisch) und mehrmals blühend. Die Blütenstände stehen einzeln in den Achseln eines Laubblattes. Sie sind dreifach, sehr selten vierfach verzweigt. Ein Vorblatt ist vorhanden, ebenso ein einzelnes, lederiges Hochblatt am Blütenstandsstiel, das an der Basis des Stiels sitzt. Das Hochblatt ist im unteren Teil vom Vorblatt eingeschlossen, im oberen Teil aber frei. 
Die Achsen des Blütenstandes sind mit spinnwebartiger Behaarung besetzt, wenn sie jung sind, im Alter dann kahl. Die blütentragenden Achsen (Rachillae) stehen im unteren Teil der Blütenstandsachse in Bündeln, im oberen Bereich dann einzeln. Die unteren Rachillae sind dabei länger als die oberen. Die Blüten sitzen in Gruben. Jede Grube ist von einem Hochblatt eingeschlossen, dessen Form artspezifisch ist.

### Blüten
Die Blüten stehen in Triaden, wobei eine weibliche Blüte von zwei männlichen flankiert wird. 
Die männlichen Blüten besitzen drei freie Kelchblätter, die einen dunkel pigmentierten Kiel besitzen. Das dorsale Kelchblatt ist kleiner als die beiden anderen. Es gibt drei Kronblätter. Bei Calyptronoma occidentalis und Calyptronoma plumeriana sind die Kronblätter teilweise verwachsen, die freien Kronzipfel sind valvat und öffnen sich während der Anthese. Bei Calyptronoma rivalis sind sie komplett verwachsen und fallen als Kappe mithilfe einer runden Abszissionszone ab. Dies ist das einzige bekannte Beispiel innerhalb der Palmengewächse für solche Kappen bei männlichen Blüten. Die sechs Staubblätter sind zu einer fleischigen, trichterförmigen Röhre verwachsen, an der oben kurze freie Staubfäden sitzen. Das Androeceum ragt über die Blütenhülle hinaus, während der Anthese sind die Staubfäden zurückgebogen. Die Staubbeutel sind pfleilförmig, dorsifix nahe der Basis. Das Stempelrudiment ist sehr klein.
Die Pollenkörner sind monosulcat, selten trichotomosulcat und ihr Umriss ist elliptisch. Die Oberfläche des Tectums ist artspezifisch strukturiert.
Die weiblichen Blüten besitzen Kelchblätter sehr ähnlich denen der männlichen Blüten. Die Kronblätter sind über die ganze Länge verwachsen und öffnen sich über eine runde Abszissionszone, die eine Kappe freigibt. Die verwachsenen Staminodien bilden eine Röhre mit sechs kleinen Zipfeln. Während der Anthese ist die distale Zone aufgeblasen und reicht über die Blütenhülle hinaus. In älteren Blüten fehlt dann dieser distale Bereich und nur die Röhre ist noch vorhanden. Drei Fruchtblätter sind zu einem Fruchtknoten verwachsen. Eines der drei Fruchtknotenfächer ist kleiner als die anderen beiden und enthält eine kleine, meist sterile Samenanlage. Die Samenanlagen sind anatrop. Der lange, schlanke Griffel endet in einer dreilappigen Narbe.

### Früchte und Samen
Die Frucht ist eine Steinfrucht, wobei Exokarp, Mesokarp und Endokarp deutlich ausgebildet sind. Die Frucht ist verkehrt-eiförmig und dorsiventral etwas abgeflacht. Die Narbenreste stehen basal. Das Exokarp ist glatt und verfärbt sich während der Reifung von grün über rot zu purpur-schwarz. Das Mesokarp ist saftig und fleischig, mit Fasern durchsetzt. Das Endokarp ist zart. Bei Calytronoma occidentalis und Calyptronoma plumeriana ist es netzartig und nicht mit dem Samen verwachsen, bei Calyptronoma rivalis ist es fest mit dem Samen verbunden und nur entfernt netzartig.
Die Samen sind kugelig bis ellipsoid und wie die Früchte dorsiventral etwas abgeflacht. Die Samenschale ist glatt und braun-schwarz, sie besitzt eine unverzweigte Raphe und ein kleines, basales Hilum (Narbe). Der Embryo sitzt basal bis suprabasal und ist sehr klein. Das Endosperm ist homogen.

### Chromosomensätze
Die Chromosomenzahl beträgt 2n = 28.

## Standorte
Calyptronoma-Arten wachsen in Sümpfen, in Meeresnähe, an Flussufern und in den Bergen auf feuchten Standorten. 

## Systematik und Verbreitung
Calyptronoma wurde 1864 durch August Heinrich Rudolf Grisebach in Flora of the British West Indian Islands, Seite 518 aufgestellt.
Calyptronoma Griseb. gehört zur Tribus Geonomateae in der Unterfamilie Arecoideae innerhalb der Familie der Arecaceae. Die Gattung Calyptronomaist eng mit Calyptrogyne verwandt. Ob die Gattung Calyptronoma monophyletisch ist oder paraphyletisch in Bezug auf Calyptrogyne, ist 2008 noch nicht geklärt. 
Die Gattung Calyptronoma kommt nur auf den Großen Antillen vor.
Es gibt nur drei Arten:
- Calyptronoma occidentalis (Sw.) H.E.Moore: Sie kommt nur auf Kuba und Jamaika vor.
- Calyptronoma plumeriana (Mart.) Lourteig: Sie kommt nur auf Hispaniola und Kuba vor.
- Calyptronoma rivalis (O.F.Cook) L.H.Bailey: Sie kommt nur auf Hispaniola und Puerto Rico vor.

## Belege